# خيل مقعد
الحصان الصغير التونسي أو خيل مقعد أو بوني تونسي (بالفرنسية: Poney de Mogod أو Poney Tunisien)‏ هي السلالة الأولى والأصلية لحيوان الفرس القزم في تونس.

## التاريخ

### الأصول
لا تزال أصول البوني التونسي غير محددة بشكل كامل، بالرغم من أن العديد من الأبحاث هي جارية الآن. وفقا لأحد الفرضيات، هذا الفرس القزم هو نوع من الحصان البربري أو من الحصان البربري العربي أو من الحصان العربي. بالنسبة لآخرين، فهو يشكل سلالة أصلية وأولى، فرَّ مالكوها من الغزوات ولجأوا للجبال، وكانت هذه هي المناسبة لتصبح هذه الأحصنة جبلية.

### القرن العشرين
ازدهرت تربية هذه السلالة من الفرس القزم في بداية القرن العشرين. كانت تستخدم أساسا في رياضات الفروسية، خاصة رياضة البولو. حسب نشرة الزراعة والتجارة في تونس الصادرة في 1903، حوالي 500 فرس قزم كانت تصدر سنويا إلى إيطاليا ومالطا وفرنسا وإنجلترا. ويذكر أنه حتى لويس مونتباتن آخر نائب للملك والحاكم العام للهند كان قد اشترى مجموعة منها لفريقه في رياضة البولو.

قررت الإدارة التونسية في 1902 أن تدير هذه السلالة من خلال سجل أنساب الخيول (Studbook) معين. لكن الحرب العالمية الأولى وضعت حدا لهذه الجهود. وبعد نهاية الحرب العالمية الثانية انخفض إنتاج هذا النوع من الفرس القزم بشكل حاد، ولا سيما بسبب مكننة الزراعة. يبلغ عدد هذه السلالة اليوم حوالي 1000 حصان. 

لتفادي انقراض هذه السلالة، قررت السلطات التونسية في 1988 إنشاء المؤسسة الوطنية لتحسين وتجويد الخيل وذلك تواصلا لمؤسسة الإسطبلات القومية التي تأسست سنة 1913، وهي مؤسسة عمومية تقع تحت إشراف وزارة الفلاحة التونسية.

## مقالات ذات صلة
- فرس قزم

## روابط خارجية
- الموقع الرسمي للمؤسسة الوطنية لتحسين وتجويد الخيل.